# 中央公寓
中央公寓是上海市的一座歷史建築，位於静安区南京西路931号。中央公寓竣工于1931年，被列入上海市第五批優秀歷史建築名單。